# Plochiocoris longicornis
Plochiocoris longicornis är en insektsart som beskrevs av Champion 1900. Plochiocoris longicornis ingår i släktet Plochiocoris och familjen näbbskinnbaggar. Inga underarter finns listade i Catalogue of Life.